# Weston-super-Mare
Weston-super-Mare /ˈwɛstən ˌsuːpə ˈmɛər/ è una cittadina di 71 758 abitanti del Somerset, in Inghilterra, ed è la parrocchia civile più popolata del paese.
Dal 1983, Weston è entrata a far parte di un gemellaggio con Hildesheim, in Germania.

## Geografia
È una località marittima situata sul Canale di Bristol, 28 km a sudovest di Bristol.
Weston viene da "west" ("ovest") e dal termine anglosassone tun ("agglomerato"), e da super mare,  che in latino significa "al di sopra del mare" ed è stato aggiunto per distinguerlo da molti altri insediamenti chiamati Weston nella diocesi.

## Amministrazione

### Gemellaggi
- Hildesheim, dal 1983

## Trasporti
A Weston-super-Mare sono presenti tre stazioni ferroviarie: la stazione di Weston-super-Mare, la stazione di Worle e la stazione di Weston Milton.